# Normalhöhenpunkt 1912

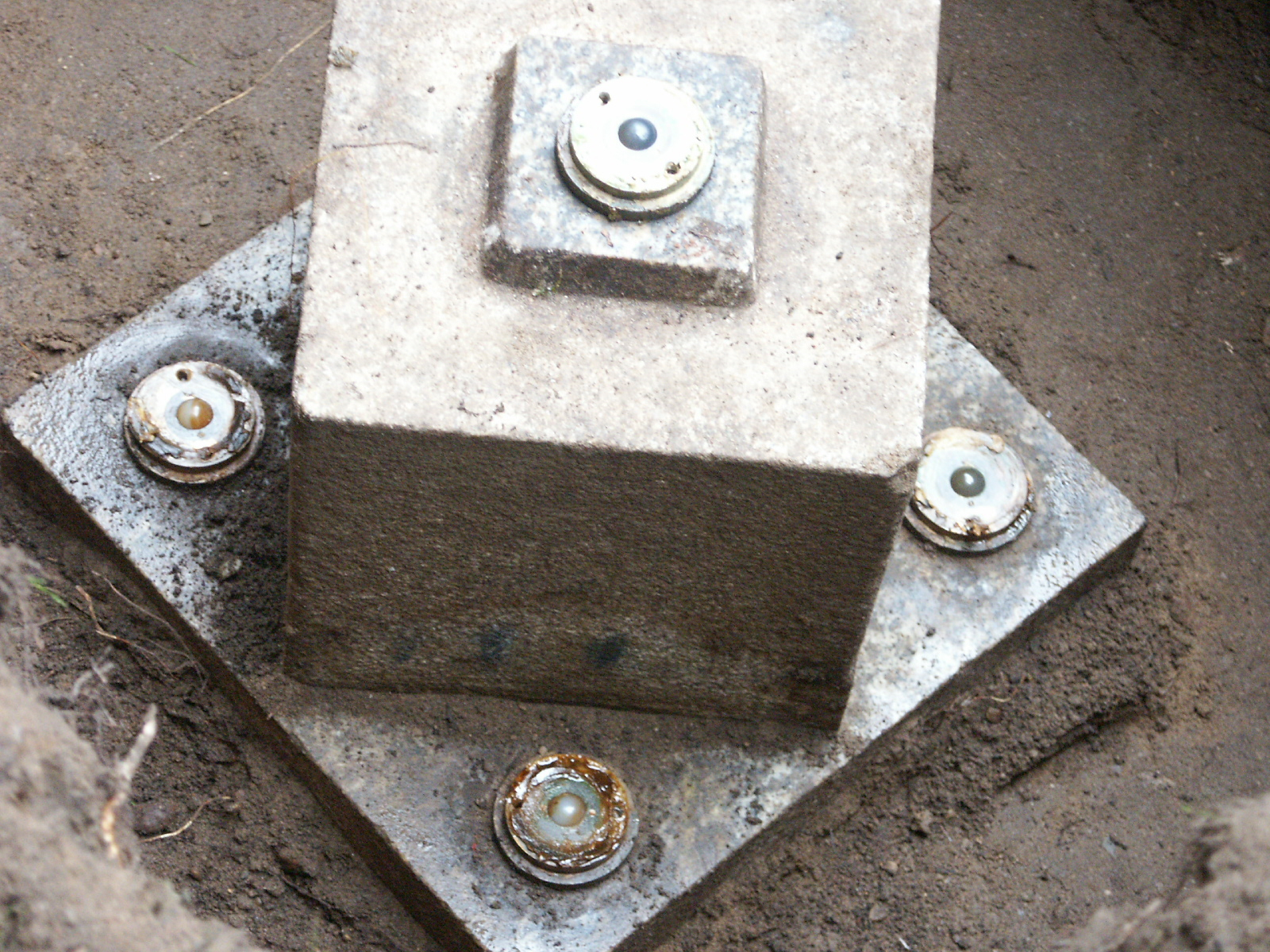
Unterirdische Vermarkung des Normalhöhenpunkts 1912

Koordinaten: 52° 29′ 6″ N, 13° 59′ 44,9″ O
Der Normalhöhenpunkt 1912 (NHP12) war der Ausgangspunkt für präzise Höhenvermessung in Deutschland und ist noch heute einer der Datumspunkte für das aktuelle Deutsche Haupthöhennetz 2016 (DHHN2016). Der Punkt war der einzige Datumspunkt für das ehemalige Deutsche Haupthöhennetz 1912 (DHHN12). Er besteht aus einer Gruppe besonderer Höhenfestpunkte, die als Unterirdische Festlegung (UF) eingebracht wurden.

## Historische Entwicklung

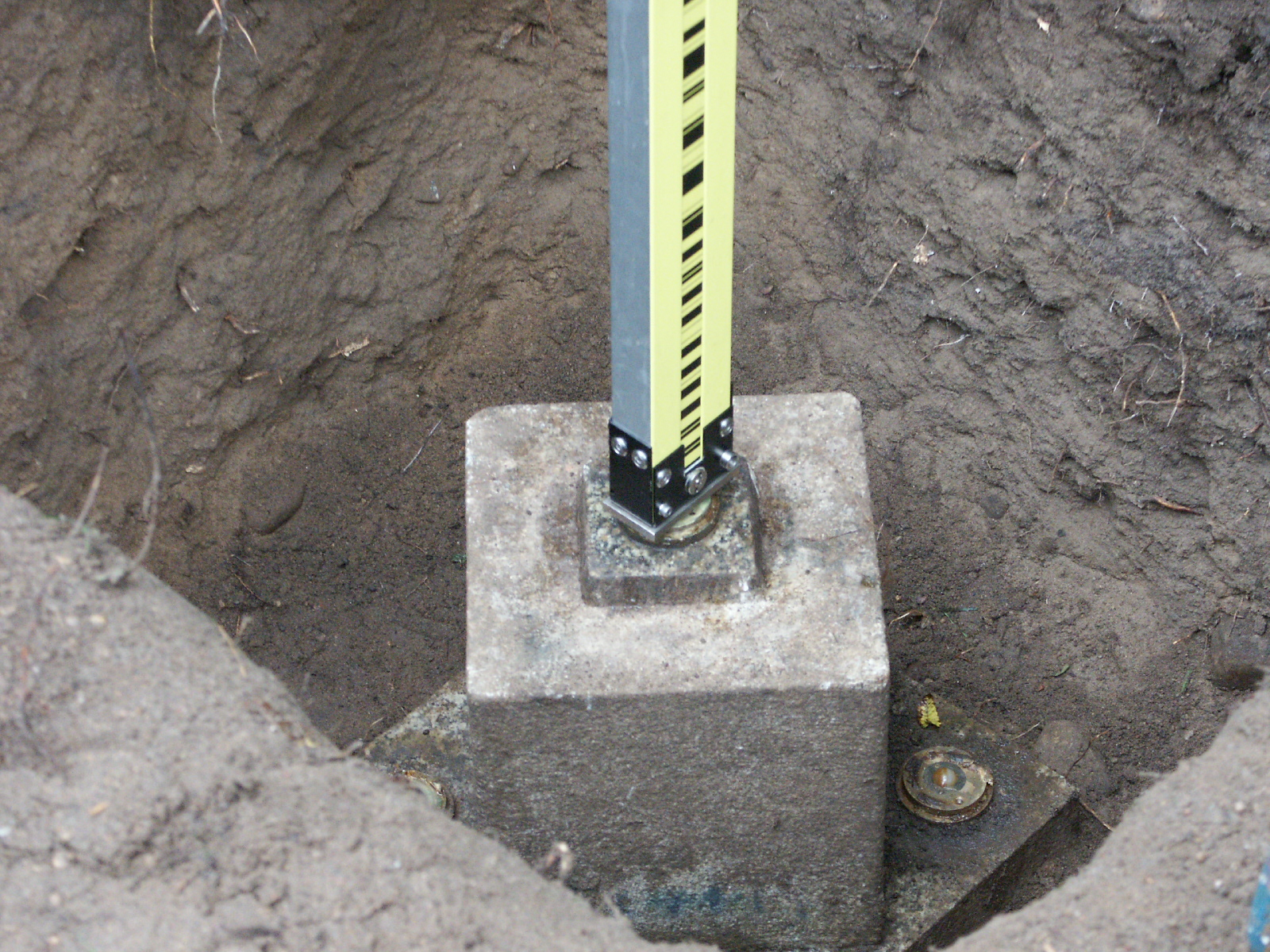
Normalhöhenpunkt 1912 mit aufgehaltener Nivellierlatte (2004)

Der bevorstehende Abbruch der Berliner Sternwarte und damit der Verlust des Fundamentalpunktes für Höhenvermessungen stellte die trigonometrische Abteilung des Reichsamtes für Landesaufnahme um 1910 vor die Frage, ob, wo und wie ein Ersatz für den Normalhöhenpunkt 1879 zu schaffen sei.
Nach sorgfältigen geologischen und hydrologischen Untersuchungen und Bohrungen bis auf 20 Meter Tiefe in der Umgebung der geplanten Punktlage an der heutigen Bundesstraße Berlin – Seelow bei Hoppegarten, seit 2002 ein Ortsteil von Müncheberg, Land Brandenburg, wurden im April 1912 fünf Unterirdische Festlegungen eingebracht, verteilt auf eine Strecke von sechs Kilometern. Die mittlere davon ist der eigentliche neue Normalhöhenpunkt 1912, die übrigen vier dienen als Kontrollpunkte.
Die Unterirdischen Festlegungen bestehen aus fünf aufeinandergesetzten Granitquadern. Diese sind pyramidenartig aufgebaut. Das oberste Segment der Unterirdische Festlegung ist ein Quader, der um 45 Grad zu den unteren verdreht ist und einen Bronzebolzen mit einer Achatkugel auf seiner oberen Fläche trägt. Dies ist die eigentliche Höhenmarke für alle Unterirdischen Festlegungen und befindet sich etwa 0,5 Meter bis 1,0 Meter unter der Erdoberfläche.
Zudem sind auf dem zweithöchsten Quader vier weitere Bronzebolzen installiert, die ebenfalls mit Achatkugeln versehen sind. Diese befinden sich auf den freien Quaderecken und dienen der Überprüfung, um eventuelle Neigungen oder Verkippungen im Rahmen von Kontrollmessungen feststellen zu können.
1932 wurden in einem Abstand von 100 bis 300 Metern nördlich und südlich von den drei mittleren Festlegungen je eine weitere Unterirdische Festlegung eingebracht, um auch bei etwa nötig werdendem Ausbau der Straße den Normalhöhenpunkt auf jeden Fall zu erhalten. Die gesamte Gruppe besteht seitdem aus insgesamt elf Punkten (fünf ursprüngliche Punkte in Ost-West-Richtung und sechs nachträgliche Punkte, mit drei nördlichen und drei südlichen Vermarkungen).

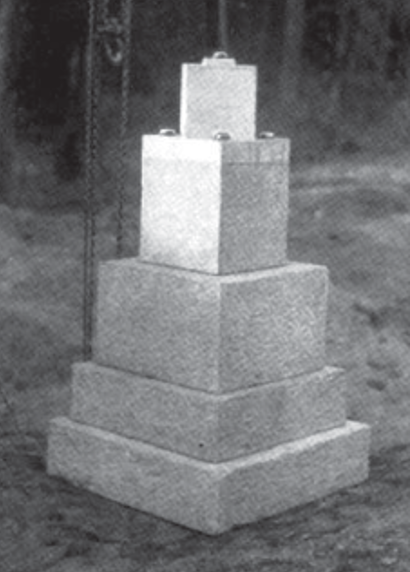
Unterirdische Festlegung des Normalhöhenpunktes

## Kontrollmessungen
Die Bestimmung des NHP12 fand im Jahre 1913 statt. Die ersten Kontrollmessungen in den Jahren 1920, 1927 und 1934 sind kriegsbedingt verloren gegangen. Die elf Punkte wurden erst in den 50er Jahren nach umfangreichen Sucharbeiten aufgefunden, sodass im Jahr 1956 die vierte Kontrollmessung stattfinden konnte. Weitere Kontrollmessungen erfolgten in den Jahren 1964, 1974, 2004 und 2009. Insgesamt gab es acht Kontrollmessungen des NHP12.
Aufgrund der Stabilität der Punkte, bestätigt durch die Auswertung der Kontrollmessungen im Jahre 2004, hat sich der NHP12 auch als Datumspunkt für das DHHN2016 empfohlen. Die abermalige Öffnung der Punktgruppe fand 2009 im Rahmen der Vermessungsarbeiten zur Neubestimmung des Deutschen Haupthöhennetzes statt.

## NHP12 als Datumspunkt
Das amtliche, bundesweit einheitliche Höhenbezugssystem Deutschlands ist durch die Normalhöhen der Höhenfestpunkte 1. Ordnung des DHHN2016 realisiert. Amtliche Höhen werden als „Höhen über Normalhöhennull (NHN) im DHHN2016“ bezeichnet. Der Höhenanschluss erfolgte durch den zwangsfreien Anschluss an 72 ausgewählten Datumspunkten unter der Bedingung, dass die Höhenzuschläge in Summe „Null“ ergeben. Damit ist weiterhin der Anschluss an den Nullpunkt des Amsterdamer Pegels (NAP) gewährleistet.

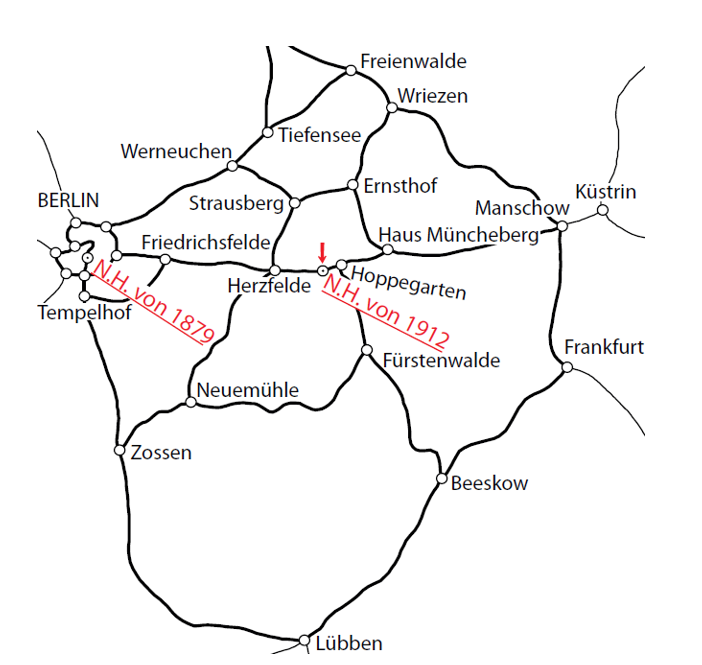
Feinnivellementnetz 1913

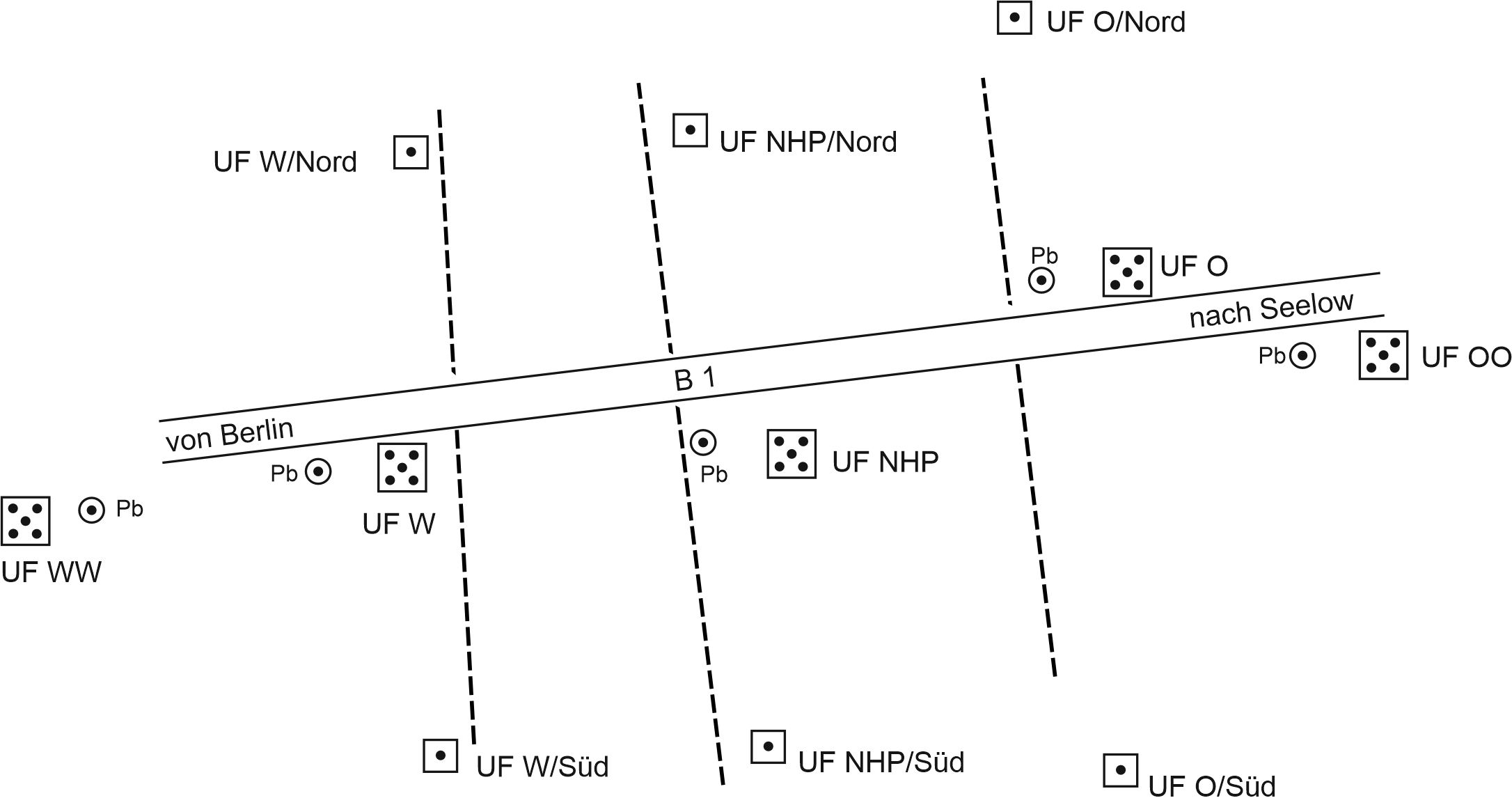
Übersicht aller UF des NHP12

Der NHP12 ist einer der 72 Datumspunkte des DHHN2016 und dient mitsamt seinen zehn zugehörigen Punkte ausschließlich diesem Zweck. Er wird auch zukünftig nur für Kontrollmessungen geöffnet. Eine Verwendung des NHP12 über seine Datumsfunktion hinaus ist nicht vorgesehen.